# Incendiul din clubul Pulse din Kočani
La 16 martie 2025, un incendiu la clubul Pulse din Kočani, Macedonia de Nord, a ucis cel puțin 59 de persoane. Potrivit ministrului de interne Panče Toškovski⁠(d), incendiul a fost provocat de pirotehnice. Peste 155 de persoane au fost internate în Kočani, Štip, Skopje, Sofia și Varna. A fost cel mai mortal incendiu la un club din istoria Macedoniei și cel mai mortal incendiu la un club de la incendiul din 2015 la clubul Colectiv din București, România.

## Context
Clădirea care găzduia clubul era o structură cu un singur etaj, care a fost folosită anterior ca depozit de covoare. A fost descris ca un „club improvizat” de reporterii locali și nu avea licență legală de funcționare, potrivit autorităților. O inspecție după incendiu a evidențiat deficiențe în sistemele de stingere a incendiului și de iluminat, în plus, a fost identificată o singură ieșire eficientă în clădire, deoarece ușa din spate a fost încuiată.

## Focul
La 2:35 dimineața pe 16 martie 2025, aproximativ 500 de persoane  asistau la un concert al duo-ului hip-hop macedonean DNK⁠(d) la clubul Pulse din Kočani. Pirotehnica folosită în timpul spectacolului a aprins plăci de izolare cu spumă inflamabilă deasupra grinzilor de lemn din tavanul locului, ceea ce a dus la un incendiu care s-a răspândit rapid. Pirotehnia aprinsă în timpul spectacolului a constat în gerbi perpendiculari strălucitori sau „fântâni de scenă”, un tip de artificii de interior.
Videoclipurile realizate cu pirotehnica și incendiul ulterior au arătat încercări de stingere a flăcărilor, unii patroni observând stingerea incendiului, în timp ce alții au fost evacuați. Supraviețuitorii au raportat o busculadă când oamenii s-au repezit spre ieșirile din club. Un supraviețuitor a descris că a fost călcat în picioare de mulțime după ce a căzut pe scări. Un membru al trupei a îndemnat mulțimea să evacueze în timpul stingerii incendiului, declarând: „Ieșiți toată lumea, ne vom întoarce”. Unele dintre victime au încercat să evadeze prin baia clubului, dar au fost întâmpinate cu ferestre cu gratii.
Au fost dislocate și echipaje de pompieri din orașele din apropiere. Autoritățile au transportat de urgență zeci de persoane rănite la spitalele din apropiere din Štip, Kočani și Skopje, iar Bulgaria a trimis avionul militar „Spartan” pentru a transfera unele dintre victime la spitalele din Sofia și Varna.
Cauza incendiului și numeroasele victime seamănă foarte mult cu incendiul din 2003 la clubul Station⁠(d) din West Warwick, Rhode Island⁠(d). Aici, flăcările și fumul au cuprins întreaga structură în mai puțin de 90 de secunde, în timp ce clienții nu au reușit să scape și, ulterior, au murit din cauza inhalării de fum și a rănilor cauzate de incendiu.

## Victime
Printre cei răniți s-au numărat 29 cu arsuri grave transportați la spitalul St. Naum din Ohrid din Skopje, 24 la Centrul Clinic din apropiere și 20 la Spitalul General Orășenesc „8 septembrie”, dintre care 2 erau în stare critică. Datorită gravității rănilor cauzate de arsuri și inhalare de fum⁠(d), unii dintre răniți au fost transferați la unități specializate din spitale și clinici din Skopje și Štip. Ministrul de Interne Panče Toškovski a raportat că peste 20 de minori au fost răniți și cel puțin 3 minori au murit. Patruzeci și șapte dintre cei răniți ar urma să fie internați în străinătate, potrivit ministrului Sănătății, Arben Taravari.
Un director al spitalului din Kočani a declarat că „majoritatea morților au suferit răni în urma busculadei care s-a produs în panică în timp ce încercau să iasă”. Multe victime au fost greu de identificat din cauza lipsei cărților de identitate.
La 17 martie, la o zi după incendiu, un șofer de ambulanță din Kočani, care transportase răniți pe parcursul zilei, a murit din cauza unui șoc masiv.